# Hamiltonkreds
I grafteori kaldes en kreds som indeholder alle punkter i en graf for en Hamiltonkreds.
Opkaldt efter Sir William Hamilton.